# (37461) 6112 P-L
6112 P-L (asteroide 37461) é um asteroide da cintura principal. Possui uma excentricidade de 0.24041000 e uma inclinação de 1.11158º.
Este asteroide foi descoberto no dia 24 de setembro de 1960 por Cornelis Johannes van Houten e Ingrid van Houten-Groeneveld e Tom Gehrels em Palomar.